# Prehranjevalna veriga
prehranjevalna veriga
je  linearno zaporedje organizmov, ki so v prehranjevalnem odnosu. Prehranjevalni odnosi so v vseh ekosistemih podobni. Vsa živa bitja dobivajo energijo iz hrane. Prehranjevalna veriga se vedno prične s proizvajalcem organske snovi. Rastlinam pravimo proizvajalci, ker si v procesu fotosinteze s pomočjo sončne energije same proizvajajo hrano. Iz anorganskih snovi proizvajajo organsko snov. Živali tega niso sposobne. Energijo dobijo tako, da jedo rastline ali druge živali. To so porabniki, ki so lahko rastlinojedci, mesojedci in vsejedci. Glive in bakterije so razkrojevalci. Hranijo se z živalskimi iztrebki ter mrtvimi živalmi in rastlinami. Med razkrajanjem se mrtvi organizmi pretvarjajo v rudninske snovi. Zelene rastline rudninske snovi znova uporabijo pri tvorbi organskih snovi. Tako je krog sklenjen.

## Koncept prehranjevalne verige
Koncept prehranjevalne verige, gledano iz več zornih kotov, je poenostavljen kot linearni pristop za prenos energije in snovi v ekosistemu. Koncept je predstavil britanski zoolog in ekolog Charles Elton v prvi polovici 20. stoletja. Temelji na konceptu biomase piramide Elton, ki je sestavljena iz različnih hranilnih snovi in živih organizmov, značilnih za določeni ekosistem. Zaporedje organizmov, prek katerih prehaja hrana in nanjo vezana energija, imenujemo prehranjevalna veriga.
Tako snovi v popolnem ekosistemu, v katerem živijo rastline (proizvajalci), žival(potrošniki) in bakterije (razkrojevalci), krožijo. Tok energije pa je v ekosistemu enosmeren in poteka od proizvajalcev skozi potrošnike. Preprosta primera linearne verige sta verigi trava - zebra - lev in alge - plankton - kit.

## Primeri prehranjevalne verige
Prehranjevalne verige kažejo, kako je eno živo bitje hrana drugemu. Sestavlja jo nekaj zaporednih členov, pri čemer je nižji člen hrana višjemu. Vse prehranjevalne verige se začnejo z avtotrofnimi organizmi, kar so največkrat rastline.
PRIMERI:

glive|gliva - veverica - orel

list - polž - jež - podlasica

list - gosenica - hrošč - muhar - orel

cvet - metulj - sinica - sova

regrat - poljska miš - podlasica - lisica

alga - rak - jegulja - tjulenj - polarni medved - človek

rastline - zajec - (lisica in človek...)
listi-miš-kača-orel

Vidimo, da so prehranjevalne verige omejene večinoma na 3-6 členov. Prehranjevalne verige z veliko členi so značilne med morskimi organizmi. Iz člena v člen se prenaša le 10% energije, preostalih 90% se porabi za delo in dihanje.

## Prehranjevalna veriga in prehranjevalni spleti
Prehranjevalna veriga ponazarja smer pretoka energije, ki se shranjuje in prenaša od enega organizma do drugega. Večina živali se hrani z različnimi organizmi, tako da se prehranjevalne verige povežejo v prehranjevalne splete. V vsakem življenjskem prostoru je veliko različnih prehranjevalnih verig, ki se med seboj prepletajo v zapleten prehranjevalni splet. Prepletajo se zato, ker se živali prehranjujejo z različno hrano in se pojavljajo v verigah na različnih mestih. Na ta način so vsa živa bitja na Zemlji povezana v velik nepretrgan splet.